# Ipubi
Ipubi is een gemeente in de Braziliaanse deelstaat Pernambuco. De gemeente telt 27.353 inwoners (schatting 2009).